# Епідемія чуми в Персії у 1772—1773 роках
Епідемія чуми в Персії у 1772—1773 роках (перс. همه گیری طاعون در ایران (۱۱۵۱-۱۱۵۲)) — велика епідемія чуми за часів правління династії Афшаридів у Персії. Під час епідемії померло близько 2 млн людей. Це вважається однією з найбільш руйнівних епідемій чуми в історії людства. Внаслідок її вперше в регіонах Перської затоки було здійснено кілька карантинних заходів.

## Історичне підґрунтя
Чума є однією з найстаріших інфекційних хвороб в Ірані, яка протягом всієї історії мала руйнівний вплив на людське населення країни. Чума часто повторювалася в Ірані протягом всієї історії, але датування та характеристика характеру спалахів залишаються неточними. Швидке поширення чуми з високим рівнем летальності, можливо, було пов'язано зі слабкими можливостями лікування тоді, поганою системою охорони здоров'я, відсутністю ефективних карантинних заходів, миттям померлих у річках перед похованням та перенесенням мерців у священні місця, такі як Мешхед, Кум, Наджаф і Кербела. Епідемії чуми в Ірані зазвичай виникали в селах або місцях із поганою гігієною, а в сільській місцевості було встановлено, що епідемії тривали від 30 до 40 років без офіційної реєстрації випадків. Протягом історії майже всі регіони країни, особливо поблизу кордонів (на півночі, півдні, сході та заході), повідомляли про спалахи чуми.
У 543 році чума досягла нинішнього сучасного Ірану, пройшовши з Сирії, Палестини та Іраку, і заразила перську шахську армію та населення.
Марко Поло досяг міста Тебріз, що на північному заході Ірану, у 1270 році, і в «Подорожах Марко Поло» він згадав, що міські ворота були закриті через чуму.
Кілька епідемій чуми відбулися в період Сефевідів (1495—1735 рр. н. е.), уразивши такі райони на півночі Ірану, як Ґілян, Тебріз, Казвін і Ардебіль. Інша епідемія сталася в Кумі, тривала п'ять років, призвівши до 12 тисяч смертей. Після краху династії Сефевідів і окупації Ірану афганськими загарбниками в Ґіляні в 1727 році було зафіксовано ще одну епідемію чуми. У 1731 році близько 20 000 людей померли через епідемію чуми в Хамадані та у західному регіоні Ірану.

## Хід епідемії
Чума у 1773 році поширилася на південь уздовж Перської затоки до Бушера, охопивши більшу частину Персії і досягнувши Бахрейну в 1773 році. Чума була занесена до Багдаду взимку 1772 року і досягла Басри в 1773 році. Лише в ній чума забрала життя понад 250 тисяч людей.